# 莱尔内
莱尔内（法語：Lerné，法語發音：[lɛʁne] ⓘ）是法国安德尔-卢瓦尔省的一个市镇，位于该省西南部，属于希农区。

## 地理
莱尔内（47°8'7"N, 0°7'20"E）面积16.36 平方千米，位于法国中央-卢瓦尔河谷大区安德尔-卢瓦尔省，该省份为法国中西部省份，北起萨尔特省、东北接卢瓦-谢尔省，东南接安德尔省，南至维埃纳省，西临曼恩-卢瓦尔省。
与莱尔内接壤的市镇（或旧市镇、城区）包括：库济耶、布尔南、维埃纳河畔圣日耳曼、瑟伊、蒂宰、鲁瓦费、韦济耶尔。

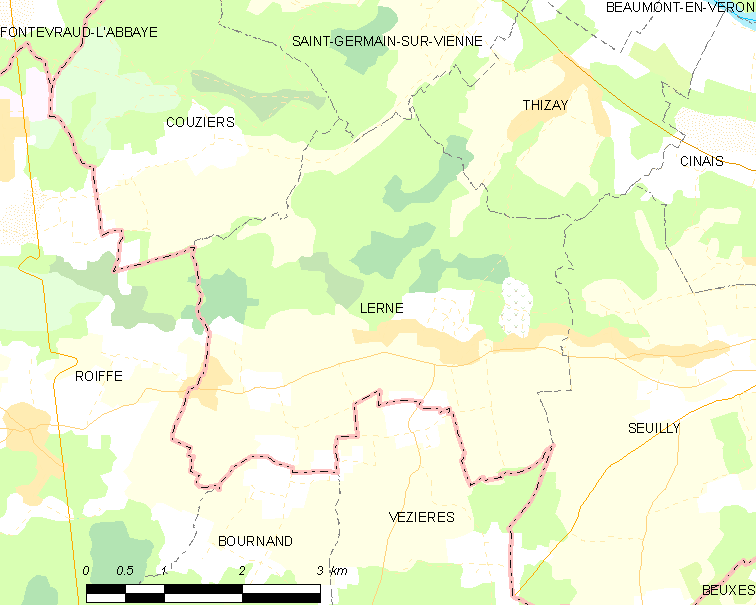
莱尔内的OSM定位图

莱尔内的时区为UTC+01:00、UTC+02:00（夏令时）。

## 行政
莱尔内的邮政编码为37500，INSEE市镇编码为37126。

## 政治
莱尔内所属的省级选区为希农县。

## 人口

1962-2008年间莱尔内人口变化图示

莱尔内于2022年1月1日时的人口数量为347人。